# Jednotné Rusko

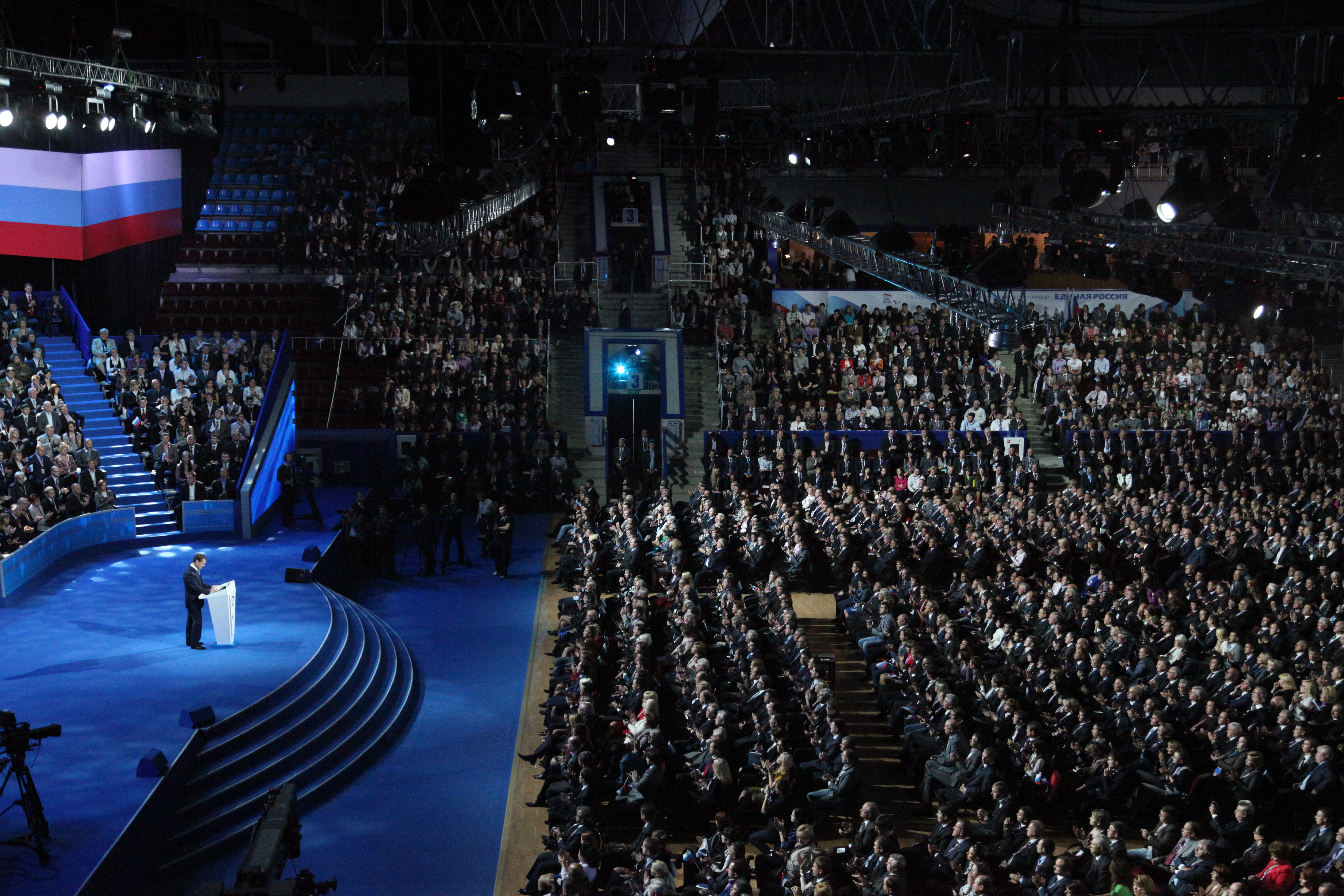
12. kongres Jednotného Ruska

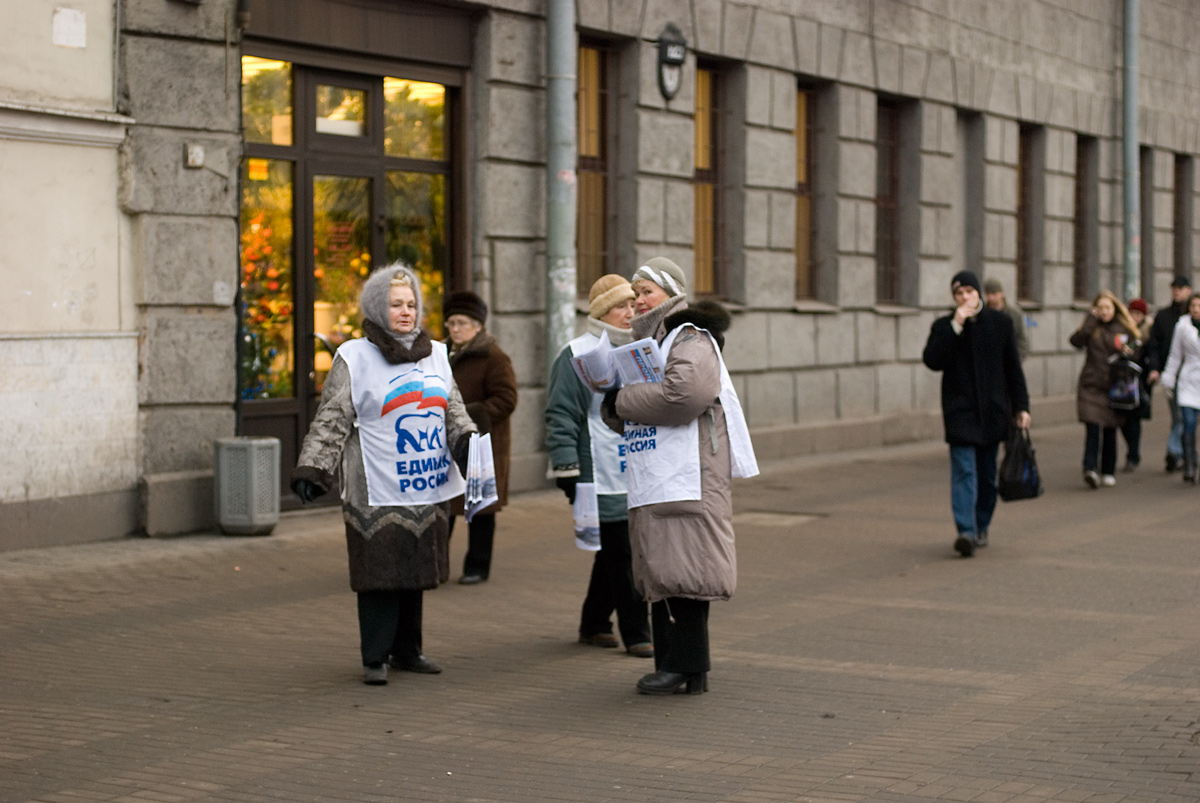
Volební kampaň během voleb 2007

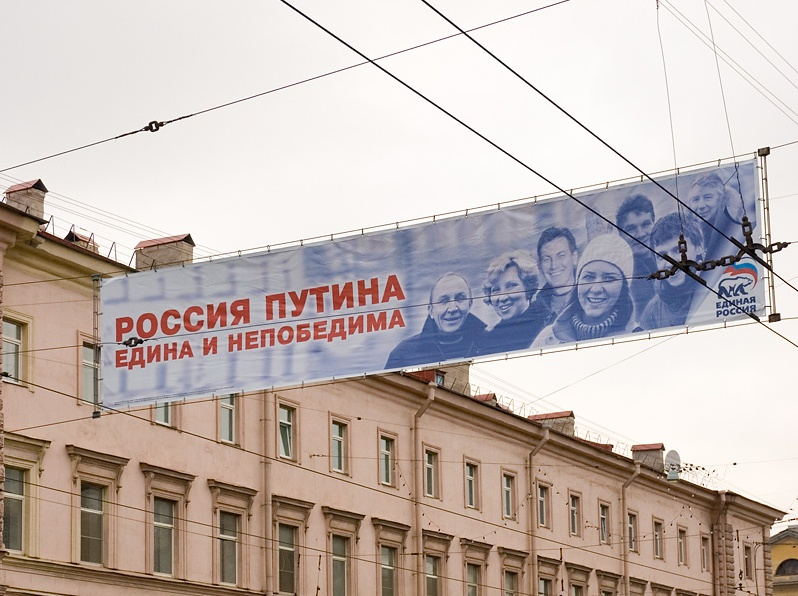
Volební reklama během voleb 2007 v Petrohradě

Jednotné Rusko (rusky Единая Россия, Jedinaja Rassija) je ruská parlamentní konzervativní politická strana, která byla založena v prosinci 2001. Strana podporuje smíšenou ekonomiku a ekonomický nacionalismus. Předsedou strany je Dmitrij Medveděv. Strana dosáhla vrcholu v ruských parlamentních volbách v roce 2007, zatímco v posledních letech zaznamenala pokles její popularity. Jednotné Rusko mělo parlamentní většinu ve Státní dumě a ústavní většinu od roku 2003.

## Charakteristika a zapojení do politického systému
Strana vznikla sloučením Jednotné strany Ruska a Vlasti – Všeruské strany. Svůj „všenárodní“ a propodnikatelský program profiluje jako středový až pravicový. Přítomné jsou také prvky ruského nacionalismu. Oblibu strany zajišťuje hlavně Vladimir Putin, který jako kandidát této strany uspěl v prezidentských volbách (71 %). V současné době je také JR nejsilnější parlamentní stranou, má přes 1,5 milionů členů a v Dumě jí náleží 343 mandátů (54,2 % při volbách).

## Ideologie

### Centrismus a konzervatismus
Strana jako svoji ideologii uvádí centrismus a konzervatizmus, ve vnitrostátní pozici pak pragmatismus, čímž se liší od mnohých ruských radikálních hnutí. Strana podporuje současnou kremelskou vládu (sama v ní zasedá). V parlamentních volbách představila tzv. Putinův plán.

### Národní konzervatismus a sekularismus
Strana se profiluje jako národně a sociálně konzervativní, avšak zároveň respektuje práva etnických a národnostních menšin, které tvoří zhruba 1/4 ruské populace. Strana také podporuje náboženskou svobodu, včetně islámu, ke kterému se v Ruské federaci hlásí 10–15 % obyvatel.

## Řekli o straně
Naše ideologie je postupný a trvalý rozvoj výroby, hromadění zásob a neustálé zlepšování. V sociálně-ekonomické sféře akumulace sociální spravedlnosti v tržním hospodářství. Ve vývoji společnosti akumulace inovací, hodnot, lidského a sociálního kapitálu. V politice akumulace demokracie a důvěry v politické instituce, v první řadě ve volbách.
Vjačeslav Volodin, tajemník prezídia Generální rady Jednotného Ruska
Jednotné Rusko nemá ideologii, nemá jasný program. Má jen dva cíle. První je udržet se u koryta a druhý je přisát se k hlavnímu toku peněz, tedy rozpočtu.
Gennadij Zjuganov, lídr ruských komunistů

## Historie strany

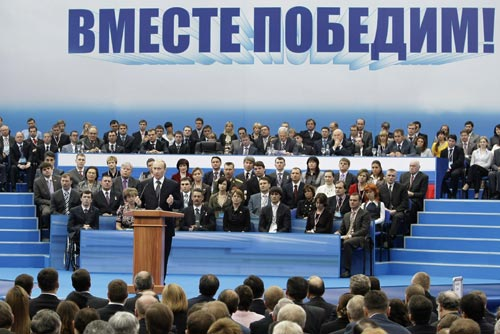
Jeden ze sjezdů (nápis znamená Společně zvítězíme)

Dříve se strana skládala z bloků Jednota (vůdcem Sergej Šojgu), Vlast (Jurij Lužkov) a Celé Rusko (Mintimer Šajmijev).
V roce 2000 dosáhla již jednotná strana volebního úspěchu v prezidentských volbách.
Před volbami do Dumy 2007 byla opozicí kritizována za zneužívání státní moci.

### Neúspěch ve volbách 2011
Ve volbách 2011 obdržela strana historické minimum hlasů – o přibližně 15% méně než před 4 lety. Přesto si udržela většinu ve Státní dumě. Oznámení výsledků voleb bylo následováno masovými protesty v Moskvě, Petrohradu, Kaliningradu a dalších stovkách měst. Protestující si stojí za tím, že volby byly zfalšovány.

### Pokles podpory po důchodové reformě (2018)
Poslanci strany v ruském parlamentu schválili návrh zákona o důchodové reformě, který v Rusku zvyšuje hranici penzijního věku. Nepopulární reforma byla důvodem porážky několika kandidátů Jednotného Ruska v gubernátorských volbách. Podepsala se i na propadu popularity prezidenta Putina, která v srpnu klesla na 62 procent proti 72 procentům v červnu, kdy vláda s návrhem přišla.

## Kritika strany
Je známo, že 28. září 2010 prohlásil Boris Němcov ve vysílání Rádia Svoboda: „Celý národ ví, že je to strana zlodějů a korupčníků.“
Mnozí kritici strany používají alternativní název Strana podvodníků a zlodějů (rusky: Партия жуликов и воров, vyslov Pártija žúlikav i varóv zkratka ПЖиВ, čti pe že i ve), jenž vymyslel Alexej Navalnyj, který argumentoval tím, že ve straně je velké množství vysoce postavených úředníků a byznysmenů, kteří jsou tvářemi velkých hospodářských kauz. 2. února 2011 řekl Navalnyj následující:
„Jednotné Rusko se mi moc nelíbí. Jednotné Rusko, to je strana korupce, to je strana podvodníků a zlodějů.“
Poté, co advokát Šotta Goradze pohrozil žalobou, Navalnyj uspořádal anketu, ve které 40 000 hlasujících označilo stranu za „podvodníky a zloděje“. Na ruském internetu se rozvinula proti straně kampaň.

## Volební výsledky

### Státní Duma
| Volby | Počet hlasů | %     | Počet mandátů |
| ----- | ----------- | ----- | ------------- |
| 2003  | 22 779 279  | 37,57 | 223           |
| 2007  | 44 650 107  | 64,23 | 315           |
| 2011  | 32 379 135  | 49,32 | 238           |
| 2016  | 28 527 828  | 54,20 | 343           |
| 2021  | 28 064 258  | 49,82 | 324           |

### Prezidentské volby
| Volby | Kandidát         | Počet hlasů | %     |
| ----- | ---------------- | ----------- | ----- |
| 2004  | Vladimir Putin   | 49 565 238  | 71,31 |
| 2008  | Dmitrij Medvěděv | 52 530 712  | 71,25 |
| 2012  | Vladimir Putin   | 45 513 001  | 63,64 |
| 2018  | Vladimir Putin   | 56 430 712  | 76,69 |